# 追っかけ
追っかけ（、英語: groupie）とは、有名人のファンが、熱狂的になるあまりに、その有名人の行く先をどこまでも追いまわしてしまう行為。つきまといの一種。またそれを行う人のことも指し、ストーカーの一種。

## 概説
単独で「おっかけ」行う者もいれば、徒党を組むものもいる。米国などでは徒党を組んでいる場合が多いので「groupie グルーピー」と名付けられた。
「追っかけ」の対象となってしまう人は、タレント、芸能人、アイドル、俳優、歌手、スポーツ選手などである。
精神科医の岩波明は追っかけはストーカーの最も基本的な形態であると指摘している。「ストーカー」と現在呼ばれているような行為は、最初は、著名人相手の行為だった。「追っかけ」が過ぎて、やがて暴力的なことをするようになってしまったり、「賛美」のつもりでやがてはファンがスターを殺害してしまう、などということも起こっている。（一例としては、ジョン・レノンの殺害） 「追っかけ」をしてしまうような人々には、憧れの対象との間に"愛情関係"がある、などと勝手に思い込んでいる人も多く、（「追っかけ」をするような人の心の中では）その“愛情関係をなかなか認めてくれないので、それを認めさせる必要があり、そのためには武装して断固とした態度を示す必要がある”などといった理屈で考えてしまうのである。
英語圏では、特に集団（グループ）でこうしたつきまとい行為をおこなう女性が多いことにちなんで「groupie グルーピー」などということが多い。狭義には集団的な（女性の）追っかけ（で、相手のプロとしての本来の活動（音楽活動や芸術活動など）自体よりも自分が個人的な関係・性的な関係を持つことばかりに関心を持っている者たち）を指している。広義には、追っかけ全般も漠然と指している。

## 歴史
追っかけは明治20年代の娘義太夫の頃にはすでに見られるという。娘義太夫とは三味線に合わせて浄瑠璃を語る女性のことで、当時寄席で落語や講談に次ぐ人気を誇っていた。学生たちは娘義太夫に熱中し、娘義太夫が演ずる最中に簪（かんざし）が落ちるとその争奪戦が始まり、娘義太夫が別の寄席に移動する時は、その人力車を追い駆けてついていった。1892年（明治25年）5月26日の読売新聞に掲載された記事は、そうした学生を「放蕩書生」と呼んで、彼らが勉強時間を浪費していることを嘆く内容となっている。こうした放蕩書生は、大卒の初任給が25円程度の時代に、寄席通いで50円も使っていたという。当時、彼らは「追駆連」（おっかけれん）と呼ばれた。

## 芸能人の追っかけ
追っかけが仕事の進行の妨げになったり芸能人自身に危害が加わるようなこともあるため、所属の芸能事務所などがその対策を打つことがある。
韓国芸能人
2003年4月、KBS制作ドラマ『冬のソナタ』が、日本のNHK-BSでの放送開始され、その再放送が同年12月からNHK総合で行われた。これが高視聴率を獲得し、「週間視聴率ドラマ部門」で上位となるほどで、視聴者は中高年の主婦が多かったのだが、ファンとなった中高年主婦らは、主演のペ・ヨンジュン、チェ・ジウらを「ヨン様」「ジウ姫」などと呼び、そうしたファンの一部が「追っかけ」となった。また、民放各社がこのドラマに続いて他の韓国ドラマを放送し、ファンらはそうしたドラマに出演している韓国俳優らの一部も“様”づけ“姫”づけで呼び、俳優が訪日する時にはあらかじめ到着日時を調べ空港での待ち伏せも行った。主催者側の予想人員を超えたイベント会場では怪我人も出た。
また、近年に韓国国内にはアイドルグループのメンバーなど、芸能人の私生活を侵害するファン、いわゆる「私生（サセン）ファン」が増えている。実際に芸能人の車を追いかけたり、自宅に侵入したり、海外出張の飛行機に同乗したり、宿泊するホテルに盗聴・盗撮したりするなどの行為を行う者もいる。
香港芸能人
アンディ・ラウは、追っかけに専念している女性 楊麗娟（ヤン・リーチェン）に10年以上つきまとわれている。ヤン・リーチェンは学生時代にラウのファンとなり、学業や友人とのつきあいを放棄し、追っかけに専念するようになり、そんな娘のために両親が追っかけの費用を出すような状態となり、ついには両親は自宅まで売却し、娘をファンミーティングに参加させるために借金までした。父親は「アンディは娘をほかのファンと同等に扱い、娘と単独で会う時間もとらず、サインもくれなかった。これは不公平だ」などと主張する遺書まで残して自殺する事態となった。なお、父親の自殺後も、このリーチェンはラウに会いたがっており、それは、父親や かつて"最も忠実なファン"であった自身への謝罪の言葉を聞きたいからだ、と言ったとされる。
日本の芸能人など
俳優、歌手など様々な芸能人の追っかけがいる。
日本の観光PR集団のおもてなし武将隊の追っかけも存在する。
日本の追っかけ関連書籍
原吾一著『スミレの花は夜ひらく〜宝塚・おっかけ六十年の足跡』は、宝塚一筋に60年「おっかけ」をしている者の話を元に構成されている。
1996年には鹿砦社より「追っかけ」をする者による情報がまとめられた『ジャニーズおっかけマップ』が刊行され、1996年を第一弾として毎年出しシリーズ化した。この "おっかけマップシリーズ"には女子アナ・阪神タイガースのものもあり、タレントの詳細な住所を掲載したことから訴訟にまで発展し、発禁処分となった。同出版社の「タカラヅカおっかけマップ」もまた訴訟となった。
『サイゾー』2000年12月号には、目標を捉える方法、張り込みのノウハウ、尾行のやり方 等々を掲載した「おっかけマニュアル」と銘打った特集が掲載された。 この特集中でも一般の追っかけが情報源となり得ることが記されている。
東野圭吾の著書『怪笑小説』に収録されている「おつかけバアさん」は、芸能人の追っかけをして財産を使い果たしてしまう老女が描かれた短編作品である。

## スポーツ選手の追っかけ
高校野球の夏の甲子園大会で活躍した選手の中に、アイドル的な人気が出た選手が多くの女性ファンから追っかけられることがしばしばあった。その選手がプロ入りした際、自主トレやキャンプが行われている場所にファンが押し寄せる様子が報道されている。これまでは太田幸司、定岡正二、原辰徳、荒木大輔、斎藤佑樹などが挙げられる。
また、競艇選手や競輪選手の追っかけも存在しており、前検日やレースの最終日に選手にプレゼントを渡したりするファンもいる。

## その他の追っかけ

### 被疑者や犯罪者の追っかけ
被疑者や犯罪者の追っかけをする者がいる。海外でもおり、テッド・バンディやリチャード・ラミレスなどにファンレターを送る者、中には結婚しているものもいる。
なお、テレビ局、新聞社、通信社などの報道機関、または週刊誌などが、警察、検察の捜査対象となっている目標人物の、逮捕、収監前の行き先を把握する目的で追尾する業務も「おっかけ」と呼んでいる。報道機関で「追っかけ」と言えば、「被疑者」を目標としたものを指す、一般的な業界用語である。
上祐史浩の追っかけ
オウム真理教が複数の事件に関与したと疑われるようになった1995年頃、教団幹部の上祐史浩は連日ワイドショーなどに出演し続け、弁明を行っていた。その頃 若い女性の中で上祐のファンが発生した。彼女達は総じて「上祐ギャル」と呼ばれ、上祐ファンクラブなる集団もあったという。上祐は1995年10月に逮捕され、懲役3年の刑に服すがこの時獄中に手紙を送り熱烈なラブコールをする者もあったという。上祐の逮捕後、上祐史浩後援会による写真集「菩薩」が関連施設で販売された。また、2003年に北朝鮮に亡命を図り豆満江へ飛び込んだ女性はかつて「上祐ギャル」で、それが高じて教団に入信したという報道が為された。かつておっかけであった者が入信する例もあったという。

### 皇室
皇室を対象とする追っかけは「皇室追っかけ」と呼ばれる。